# Batalla del Gual de Jacob

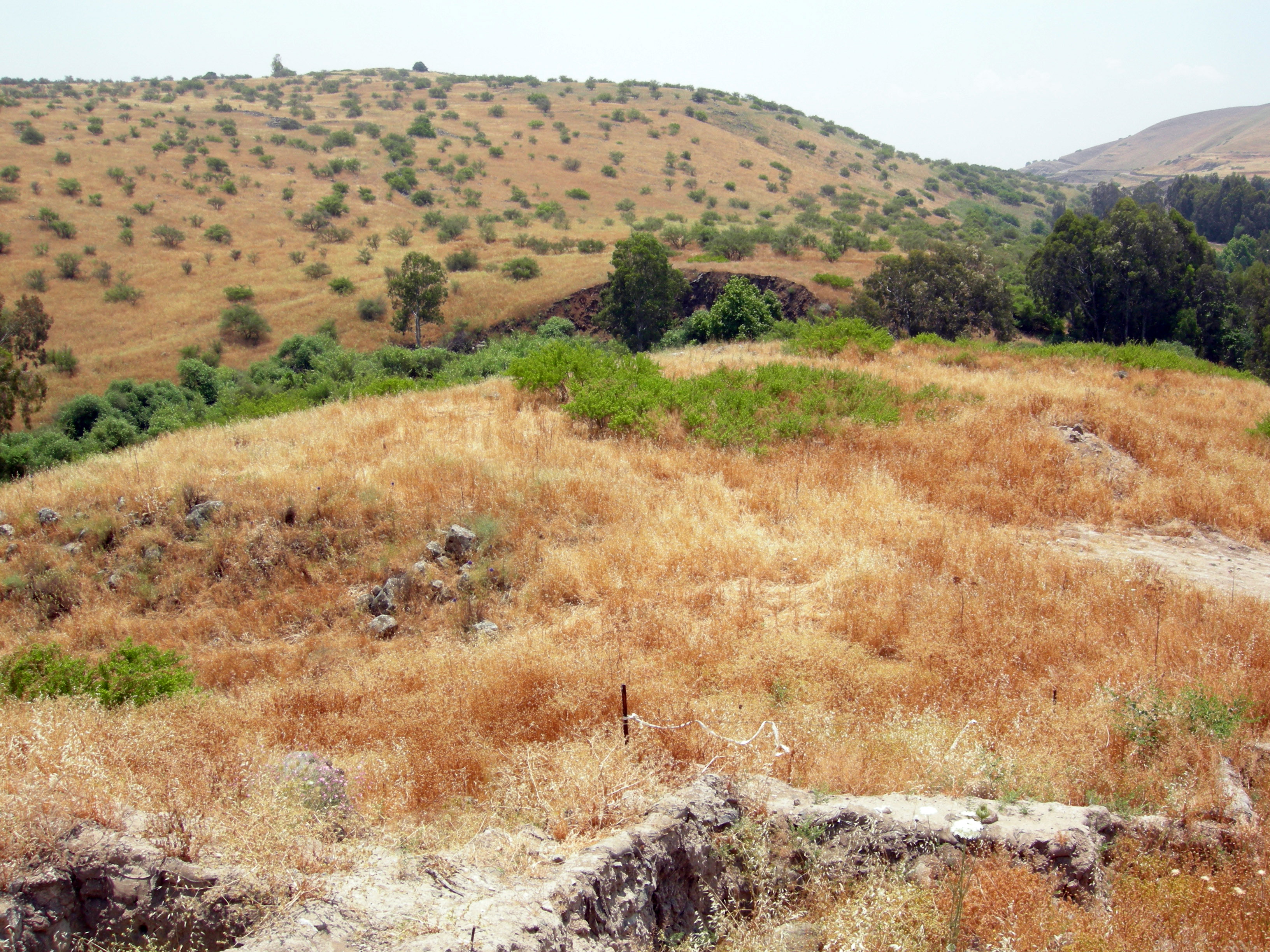
imatge del camp de batalla

La batalla del Pas de Jacob es va lluitar el 1179 entre el Regne de Jerusalem i les forces de Saladí. El lloc també es coneix pel seu nom en llatí, Vadum Iacob, i en hebreu modern com a Ateret.

## Antecedents
El 1177, el Regne de Jerusalem s'enfrontava a la perspectiva d'una successió crítica. El rei Balduí IV de Jerusalem era malalt de lepra i no podia deixar un hereu. La seva germana Sibil·la de Jerusalem havia quedat vídua i embarassada de Guillem V de Montferrat. Mentre els nobles del regne van començar a buscar un marit adequat, Felip de Flandes va arribar en pelegrinatge i va exigir que Sibil·la es casés amb un dels seus vassalls. Felip i Balduí havien previst una aliança amb l'Imperi Romà d'Orient durant un atac naval a Egipte, però cap d'aquests plans va arribar a bon terme. Saladí entretant la seva invasió del regne des d'Egipte. Quan Balduí conegué els plans de Saladí va dirigir-se a Ascaló va derrotar les tropes musulmanes en la batalla de Montgisard amb l'ajut de Reinald de Chatillon, un ferotge enemic de Saladí que acabava de ser alliberat de la captivitat a Alep.
L'octubre de 1178 Balduí IV de Jerusalem i l'Orde del Temple van començar la construcció d'un castell al pas de Jacob, l'únic punt per on es podia travessar el Riu Jordà i la principal ruta a l'Imperi de Saladí des del Regne de Jerusalem. El castell, de mida i importància similar al Krak dels cavallers, es trobava a un sol dia de Damasc, la capital de Saladí, i havia de pressionar la fortalesa de Saladí. Quan va començar la construcció, Saladí estava acabant amb una rebel·lió al Líban i el soldà va oferir 60.000 dinars per aturar la construcció, que foren rebutjats igual que la un segon intent amb 100.000 dinars. El rei cristià es va negar de nou i segueix construint Chastellet

## El gual de Jacob
El gual de Jacob, a uns cent quilòmetres al nord de Jerusalem fou un dels punt més segurs per travessar el Jordà en una de les principals carreteres entre Sant Joan d'Acre, Jerusalem i Damasc.
Quan fou assaltat, el castell encara no estava acabat, únicament disposava del primer anell de muralla, de deu metres d'alçada, i només s'hi havia acabat una torre.

## El setge
Saladí va arribar al pas de Jacob el 23 d'agost de 1179 i va ordenar a les seves tropes iniciar el setge disparant sagetes al castell. Mentre els arquers distreien defensors, els miners excavaven un túnel sota la muralla a la cantonada nord-est. Un cop el túnel fou excavat, van col·locar grans peces de fusta en el túnel i se'ls va calar foc però la mina no va col·lapsar i les tropes es van veure obligades a apagar el foc amb galledes d'aigua, pagant una peça d'or per la galleda de fer-ho per la perillositat de la missió, sota una pluja de fletxes croades que havien comprès la maniobra. Un cop el foc extingit, els miners van rebre instruccions d'encendre'n un de nou.
Els croats van començar a reforçar les principals portes del castell, però poc després, els musulmans aconseguiren encendre de nou el túnel sota el castell, i les parets es va ensorrar. Els intents croats de reforçar el castell van ser en va i el 30 d'agost, sis dies després de començar el setge, Saladí i les seves tropes van entrar al castell, saquejant i van matant la majoria dels seus residents.
El mateix 30 d'agost, menys d'una setmana després de la petició de reforços, Balduí IV de Jerusalem i el seu exèrcit de socors va sortir de Tiberíades, que estava a mig dia de camí, veient a l'horitzó el fum que sortia del castell. Feien tard per salvar els 700 cavallers, arquitectes, i els treballadors de la construcció que van ser assassinats i els altres 800 que van ser portats captius, i van tornar a Tiberíades. Saladí va ordenar que les restes de la fortificació fossin enderrocades.

## Conseqüències
Després del setge, els 700 morts croats van ser tirats a un fossat, on amb la calor van començar a descompondre's i al voltant de deu oficials van morir de malaltia.
En 1180, Saladí i Balduí IV de Jerusalem signar una treva, que es va trencar amb la batalla de Hattin i la captura de Jerusalem el 1187. Després de l'èxit en la conquesta del gual de Jacob, Jerusalem havia quedat summament vulnerable a la captura, perquè l'entrada al regne immediatament al sud del llac de Tiberíades va quedar pràcticament indefensa i fou usada per Saladí els anys 1182, 1184, i 1187.
Saladí va continuar la seva campanya després de la captura de Jerusalem, fins a l'arribada de Ricard Cor de Lleó amb la Tercera Croada, amb qui es va veure obligat a fer la pau el 1192. Saladí va morir l'any següent. Balduí IV de Jerusalem va morir als vint-i-tres el 1185.